# Várjátékok
A várjátékok napjainkban egyre népszerűbb szabadidős programok. Az 1990-es évektől váltak egyre ismertebbé és kedveltté. Egy várjáték keretében a szervezők hagyományőrző csoportok közreműködésével elevenítik fel egy-egy történelmi kor, általában a középkor különböző évszázadainak emlékeit. A több száz éves falak között, korhű környezetben tekinthetőek meg a haditorna-bemutatók, melyek általában a legnépszerűbbek a közönség, főként a gyerekek körében. A lovagi tornák, párviadalok mellett azonban egy várjáték keretében a korabeli táncok, zenék, a viselet- és fegyverbemutatók, illetve egy-egy előadott történet keretében komplex képet kaphat a közönség a megidézett korról. A hagyományőrző csoportok bemutatóit általában bazársor és vásári kavalkád kíséri, melyben megízlelhetőek a régmúlt korok finomságai és kipróbálhatóak használati tárgyai, játékai.
Napjainkban egyre több példát találunk a magyarországi várak felújítása (pl. boldogkői vár (2012), diósgyőri vár (2014)), karbantartása mellett az ilyen irányú hasznosítására, melyet a hagyományőrző csoportok létrejötte is segít. Amellett hogy egy várjáték kikapcsolódást nyújt a mindennapokból, tartalmas szórakozást is ígér, segítségével megőrizhetjük és átadhatjuk történelmünk egy-egy szeletét a 21. század embere számára, és nevelhetjük gyermekeinket a lovagi erények tiszteletére.
Néhány magyarországi várjáték a teljesség igénye nélkül:
- Boldogkői Várnapok
- Cseszneki Várjátékok
- Diósgyőri Várjátékok, Diósgyőri Várnapok és Királynék Tavasza (reneszánsz):  Miskolc-Diósgyőr honlapja
- Egri Végvári Vígasságok
- Félhold és Telihold - Kőszegi Ostromnapok
- Hollókői Ünnepi Várjátékok
- Kisnánai Várjátékok
- Siklósi Várjátékok
- Szegedi Várjátékok
- Tatai Patara
- Visegrádi Palotajátékok

## Külső hivatkozások
- Várszínház.lap.hu - tematikus linkgyűjtemény